# Гардън Сити
Гардън Сити (на английски: Garden City) е град в окръг Ейда, щата Айдахо, САЩ. Гардън Сити е с население от 10 624 жители (2000) и обща площ от 10,8 km². Намира се на 815 m надморска височина. ЗИП кодът му е 83703, 83714, а телефонният му код е 208.